# Grúa Fairbairn (Puerto de Sevilla)

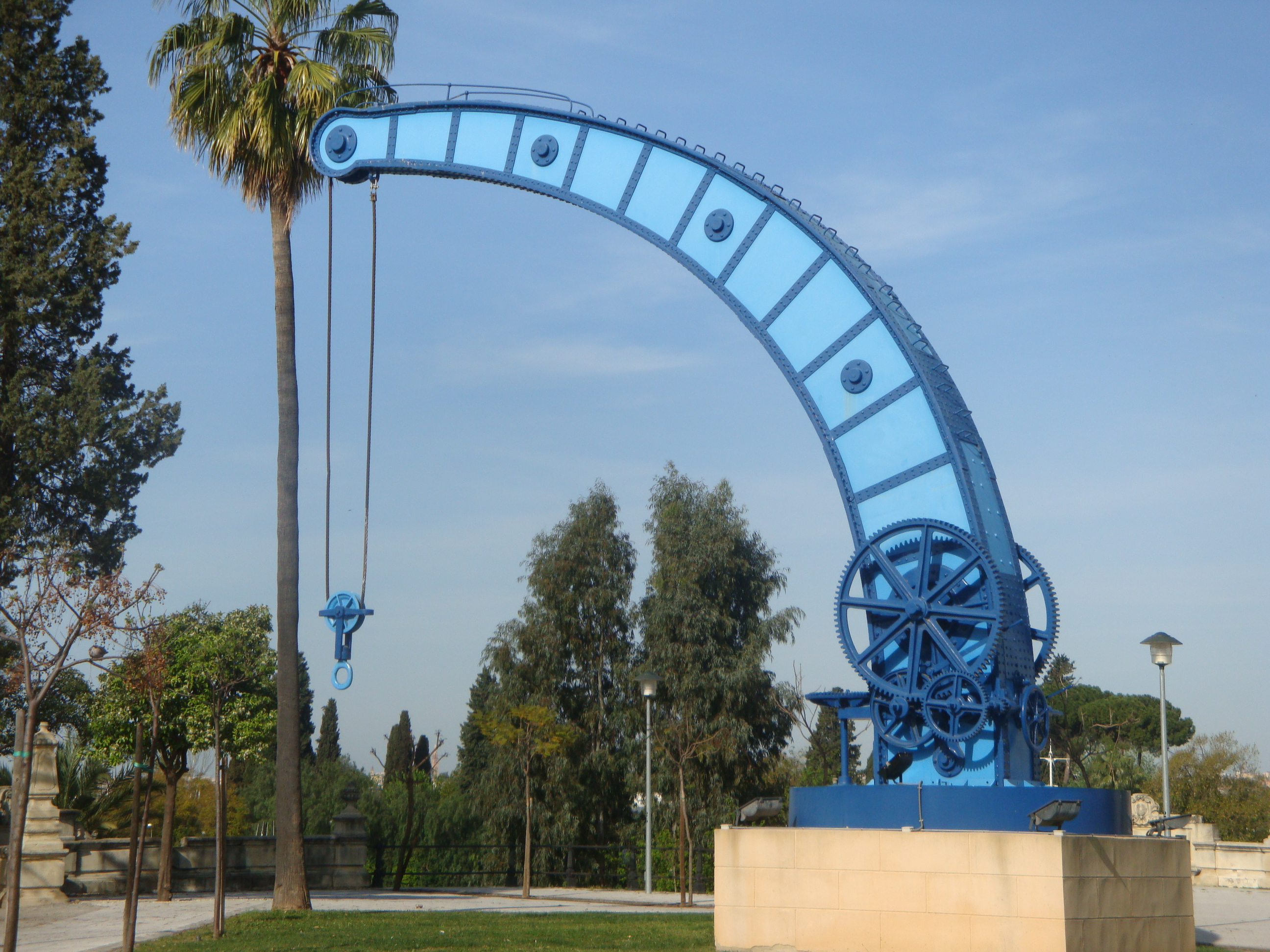
Grúa Fairbairn. (1875) Mánchester. Ubicada en el Puerto de Sevilla

La grúa Fairbairn fue construida por la empresa William Fairbairn & Sons, adquirida por la Junta de Obras del Puerto de Sevilla, alrededor de 1875. 

## Características
Su potencia era de 40 t y disponía de cinco marchas. Su peso de 60 t. Dos hombres la hacía maniobrar en un radio de acción de 9,50 m. Su giro, accionado desde el conocido rabo lo hacía un solo operario. La patente de esta grúa se remonta a 1850 por las fábricas de Fairbairn, radicadas en Mánchester (Inglaterra), quien patenta también la remachadora con la que se construye el puente tubular y desempeña un importante papel en la Segunda Revolución Industrial en Inglaterra.

## Historia

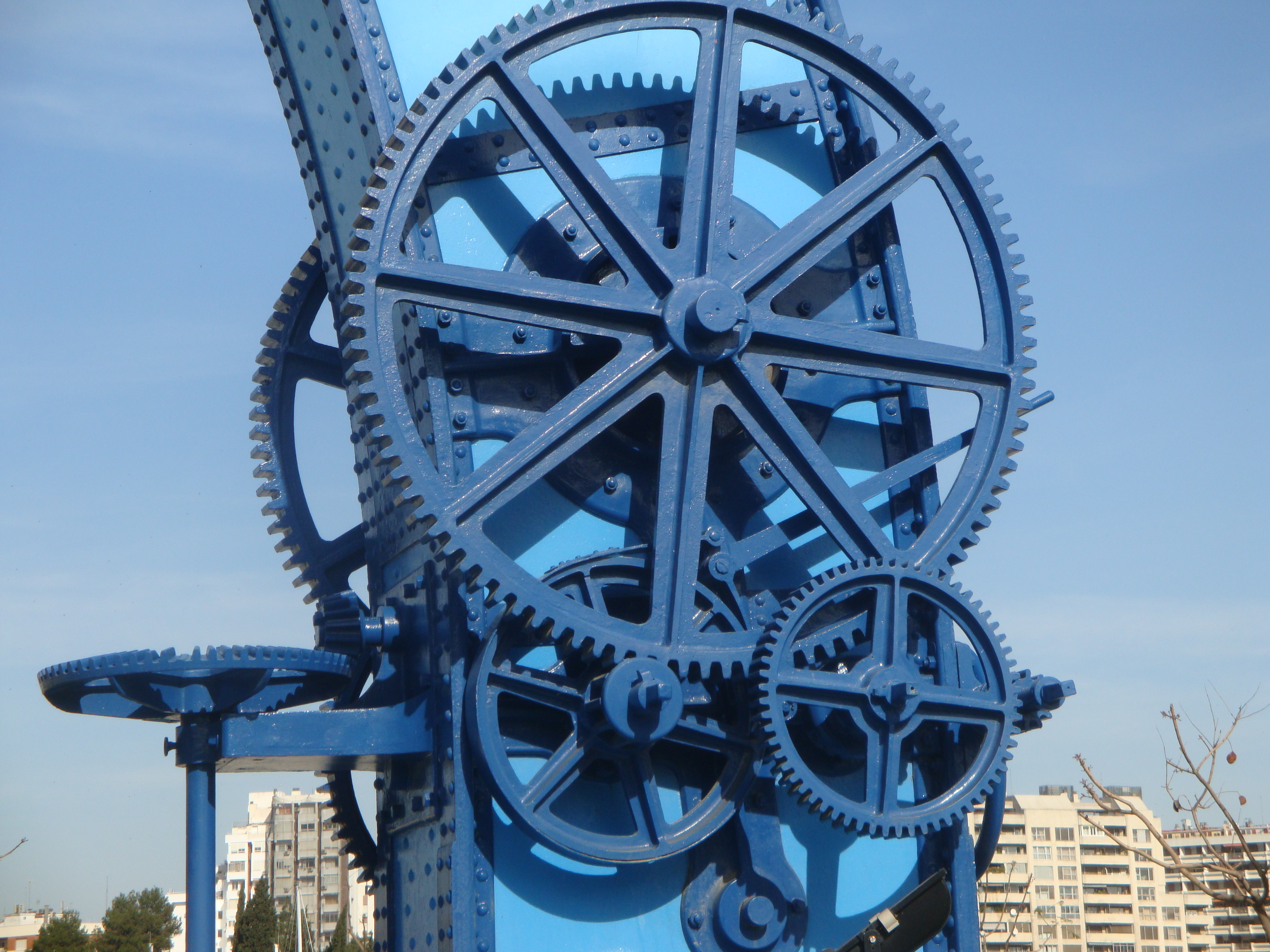
Transmisión reductora externa de la grúa Fairbairn

Según consta en la Memoria de la Junta del Puerto de Sevilla (1874-1875). La conocida como "grúa del Muelle de Nueva York" fue una demanda a la Junta de Obras del Puerto que la Compañía de Ferrocarriles de Córdoba, los navieros de Sevilla y los señores de Portilla y White, dueños de una gran fábrica de fundición. Fijada la potencia a tenor de las calderas empleadas en los vapores de la época se encarga su construcción a la acreditada Compañía y fábrica William Fairbairn & Sons de Mánchester. La adquisición de la grúa en fábrica costó 45.486,25 ptas. Su importe más los gastos de aduana, fletes, cimentación, montaje, etc. representó una cantidad de 106 053,94 ptas.
Fue en esa época la grúa más potente de España, se montó en el muelle de la sal, junto al Puente de Triana y en 1904 se trasladó al muelle de Nueva York del Puerto de Sevilla, donde permaneció hasta el año 2005, aunque como mero elemento decorativo desde el inicio de la construcción del puente de los Remedios en 1956. Desde 2005 está situada en una zona fuera de servicio como objeto de museo del patrimonio histórico del puerto.